# سوشانت ماتيو
سوشانت ماتيو (18 مايو 1981 بواياناد في الهند - ) هو لاعب كرة قدم هندي في مركز الدفاع. لعب مع نادي إيست بنغال ونادي موهون باغان وMahindra United FC ‏ ونادي كيرلا بلاستيرز ونادي مدينة بونه لكرة القدم وRangdajied United FC ‏ وVasco SC ‏.

## وصلات خارجية
- سوشانت ماتيو على موقع قاعدة بيانات كرة القدم.إي يو (الإنجليزية)
- سوشانت ماتيو على موقع Soccerway.com (الإنجليزية)